# Denys Balanjuk
Denys Serhijovyč Balanjuk (in ucraino Денис Сергійович Баланюк?; Odessa, 16 gennaio 1997) è un calciatore ucraino, attaccante svincolato.

## Caratteristiche tecniche
È un centravanti.

## Carriera

### Club
Cresciuto nel settore giovanile del Dnipro, ha esordito in prima squadra l'8 aprile 2015 in occasione dell'incontro di Kubok Ukraïny vinto 1-0 contro il Čornomorec'.

## Statistiche

### Presenze e reti nei club
Statistiche aggiornate al 7 ottobre 2018.
| Stagione        | Squadra         | Campionato      | Campionato | Campionato | Coppe nazionali | Coppe nazionali | Coppe nazionali | Coppe continentali | Coppe continentali | Coppe continentali | Altre coppe | Altre coppe | Altre coppe | Totale | Totale | Totale |
| Stagione        | Squadra         | Comp            | Pres       | Reti       | Comp            | Pres            | Reti            | Comp               | Pres               | Reti               | Comp        | Pres        | Reti        | Pres   | Reti   |        |
| --------------- | --------------- | --------------- | ---------- | ---------- | --------------- | --------------- | --------------- | ------------------ | ------------------ | ------------------ | ----------- | ----------- | ----------- | ------ | ------ | ------ |
| 2014-2015       | Dnipro          | PL              | 2          | 0          | CU              | 1               | 0               |                    | -                  | -                  |             | -           | -           | 3      | 0      |        |
| 2015-2016       | Dnipro          | PL              | 0          | 0          | CU              | 3               | 0               | UEL                | 0                  | 0                  |             | -           | -           | 3      | 0      |        |
| 2016-2017       | Dnipro          | PL              | 25         | 4          | CU              | 2               | 1               |                    | -                  | -                  |             | -           | -           | 27     | 5      |        |
| Totale Dnipro   | Totale Dnipro   | Totale Dnipro   | 27         | 4          |                 | 6               | 1               |                    | 0                  | 0                  |             | -           | -           | 33     | 5      |        |
| 2017-2018       | Wisła Cracovia  | EK              | 7          | 0          | CP              | 1               | 0               |                    | -                  | -                  |             | -           | -           | 8      | 0      |        |
| 2018-2019       | Arsenal Kiev    | PL              | 4          | 0          | CU              | 0               | 0               |                    | -                  | -                  |             | -           | -           | 4      | 0      |        |
| Totale carriera | Totale carriera | Totale carriera | 38         | 4          |                 | 7               | 1               |                    | 0                  | 0                  |             | -           | -           | 45     | 5      |        |